# Hugh Adcock
Hugh Adcock (* 10. April 1903 in Coalville, England; † 16. Oktober 1975 ebenda) war ein englischer Fußballspieler. 
Während seiner aktiven Zeit spielte Adcock für die Vereine Ravenstone United, Coalville Town, Loughborough Corinthians, Leicester City, die Bristol Rovers, Folkestone und die Ibstock Penistone Rovers.
International bestritt der Rechtsaußen 1929 fünf Länderspiele für die englische Fußballnationalmannschaft und erzielte dabei ein Tor.